# 昆明北站
昆明北站，位于中国云南省昆明市盘龙区，现为昆明铁路局管辖的四等站。昆河线、昆石线、昆小线三条米轨铁路起始于本站。车站建于1938年，当时名为昆明总站，1941年更名为昆明北站:294。客运：办理旅客乘降；行李、包裹托运；货运：办理整车、零担货物发到；办理整车货物承运前保管；危险货物仅办理农药、化肥发到。
2020年9月3日，本站被中国铁道学会评为“全国铁路科普教育基地”。

## 车站结构

### 站场
| 入库线   | 云南铁路博物馆 |
| 入库线   | 云南铁路博物馆 |
| 入库线   | 云南铁路博物馆 |
| 入库线   | 云南铁路博物馆 |
| 岛式站台 |                |
| 2站台    | 昆河铁路       |
|          | 昆河铁路       |
| 1站台    | 昆河铁路       |
| 侧式站台 |                |

## 接驳交通

### 地铁
昆明地铁火车北站位于车站南侧地下，与铁路昆明北站垂直，设有D口通往昆明北站站前广场。昆明北站目前有2号线、4号线和5号线经过。

## 车站周边
- 云南铁路博物馆
- 昆北公寓